# Sarita Gayakwad
Saritaben Laxmanbhai Gayakwad (* 1. Juni 1994 in Kharadi Amba, Gujarat) ist eine indische Sprinterin, die sich auf den 400-Meter-Lauf spezialisiert und auch im 400-Meter-Hürdenlauf antritt.

## Sportliche Laufbahn
Erste internationale Erfahrungen sammelte Sarita Gayakwad bei den Commonwealth Games 2018 im australischen Gold Coast, bei denen sie mit der indischen 4-mal-400-Meter-Staffel in 3:33,61 min den siebten Platz. Ende August gewann sie bei den Asienspielen in Jakarta mit der indischen Stafette in 3:28,72 min vor Bahrain und Vietnam die Goldmedaille. Im Jahr darauf gewann sie bei den Asienmeisterschaften in Doha in 57,22 s die Bronzemedaille im Hürdenlauf hinter der Vietnamesin Quách Thị Lan und Aminat Yusuf Jamal aus Bahrain. Zudem gewann sie mit der Staffel in 3:32,21 min die Silbermedaille hinter der Mannschaft aus Bahrain.
Gayakwad absolvierte ein Studium am Shri MR Desai Arts and Shri EELK Commerce College.

## Persönliche Bestleistungen
- 400 Meter: 53,24 s, 28. Juli 2018 in Kladno
- 400 m Hürdenlauf: 57,04 s, 15. August 2018 in Jablonec nad Nisou